# Louis Chevalier (athlétisme)
Pour les articles homonymes, voir Louis Chevalier et Chevalier.
Louis Chevalier, né le 28 avril 1921 à Chavagne et mort le 13 novembre 2006 à Rennes, est un athlète français spécialiste de la marche athlétique.

## Carrière
Spécialiste du 10 kilomètres, il a remporté plusieurs championnats de France d'athlétisme sur cette distance : en  1945, 1951, 1952, 1953 et 1954 ; en 1956, il est champion de France du 20 kilomètres. Il a également obtenu une médaille de bronze aux Jeux méditerranéens de 1955.
Il a participé aux Jeux olympiques de 1948 (disqualification) ainsi qu'aux Jeux olympiques de 1952 où il termine 4e de l'épreuve. Il a également obtenu la 5e place aux championnats d'Europe d'athlétisme 1950 et la 4e place aux championnats d'Europe d'athlétisme 1946.